# Dådresandbi
Dådresandbi (Andrena bluethgeni) är en art i insektsordningen steklar som tillhör överfamiljen bin och familjen grävbin. Arten kallas även dådrasandbi på svenska..
Artens taxonomi är omdiskuterad: Vissa forskare anser den vara en senflygande form av rapssandbi (Andrena bimaculata).

## Beskrivning
Ett relativt stort sandbi med ljusbrun till brungul päs på mellankroppen, svart bakkropp med ljusa fransar till diffusa band och gula till brandgula bakben. Längden varierar mellan 12 och 14 mm.

## Ekologi
Dådresandbiet förekommer på hedartad mark och stäpper med rikligt med blommor men också mer eller mindre öppna gräsytor. Flygtiden varar från juni till juli. Den hämtar i stor utsträckning pollen från korsblommiga växter som sandvita, men även kransblommiga växter som backtimjan. Larvbona parasiteras av gökbiet gullgökbi, som lever på det samlade matförrådet.

## Utbredning
Utbredningen är osäker på grund av den taxonomska oenigheten (se ovan), men arten är åtminstone känd från Polen, Österrike, Nederländerna och Tyskland.
I Sverige har arten gått tillbaka kraftigt, den är rödlistad som starkt hotad ("EN"), och finns numera endast på tre lokaler i Skåne (på Revingehed, Ravlunda skjutfält i Simrishamns kommun och Sånnarna i Kristianstads kommun). Tidigare har den även förekommit i Halland och på Öland. Orsakerna till nergången är främst habitatsförlust till följd av hårdbete, intensifierat jordbruk, byggnation och annan exploatering samt igenväxning. Den förekommer i Finland, men har endast observerats på Åland och öster om Helsingfors, och är rödlistad som nära hotad ("NT") av Finlands artdatacenter.